# Ehatteshaht

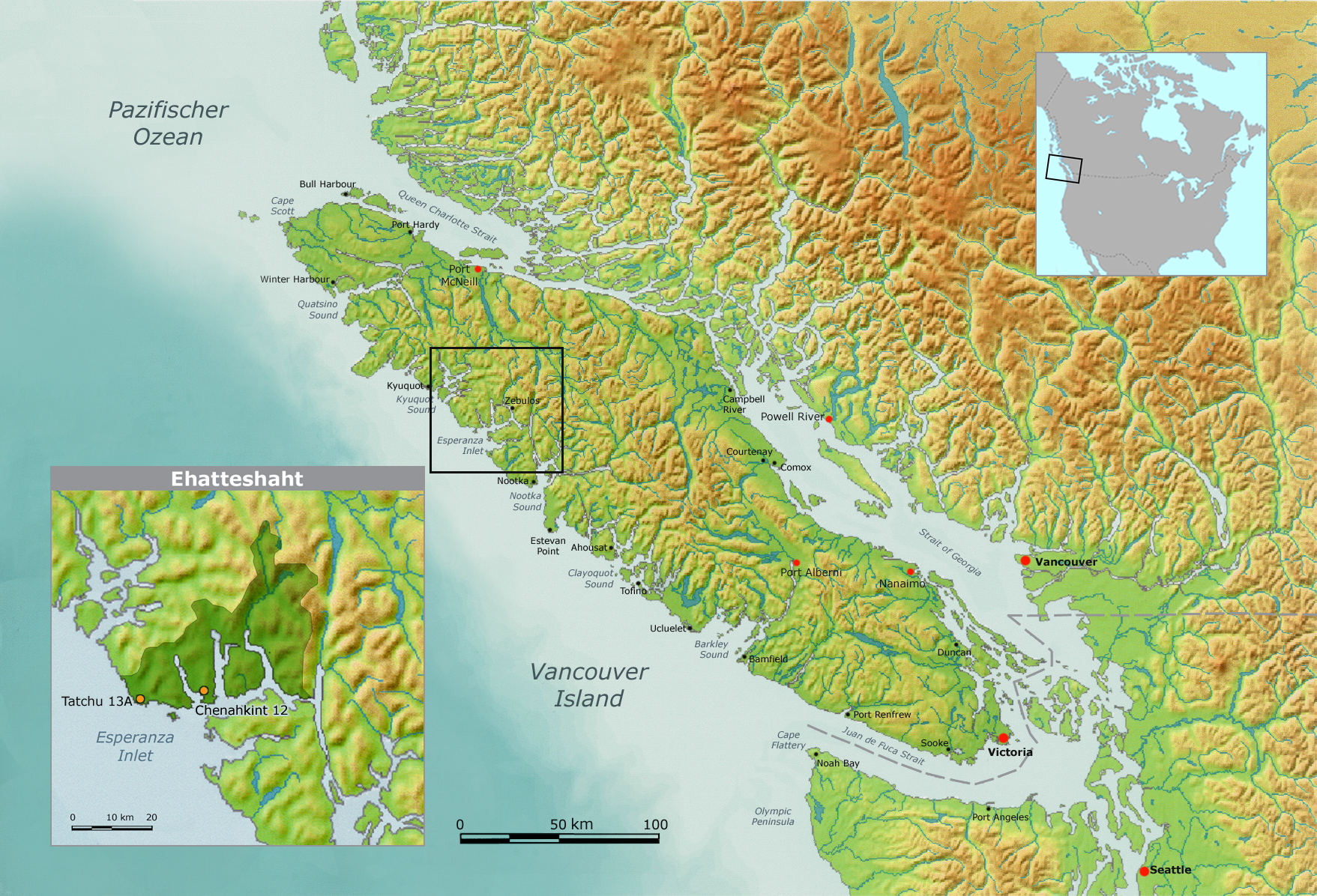
Traditionelles Territorium der Ehatteshaht und heutige Reservate

Die Ehatteshaht (auch Ehatisaht oder Ehattesaht) sind kanadische Indianer, die auf der Vancouver-Insel vor der Westküste leben. Sie sprechen Englisch und Wakash und gehören zu den Nuu-chah-nulth. Gegenüber der Regierung werden sie vor allem durch den Nuu-chah-nulth Tribal Council vertreten.
Im Mai 2009 wurden 328, im April 2010 358 Menschen zu den Ehatteshaht gerechnet. Sie verteilen sich auf zehn Reservate (insgesamt knapp 130 ha) im Esperanza Inlet, einem der fünf großen Sundgebiete an der Westküste von Vancouver Island. Diesen Sund teilen sie sich mit den Nuchatlaht. Das Gebiet ist über den Seeweg von Queens Cove oder Ehattes zu erreichen.
Die Gruppe lebt von Fischerei, einer kleinen Krebszucht, die zwar 60 Hektar umfasst, aber nur zu geringen Teilen bewirtschaftet wird Holzwirtschaft und einige arbeiten im Bergbau, inzwischen zunehmend im Tourismus, der Forstwirtschaft und der Fischzucht.

## Geschichte
Bei John R. Jewitt hießen die Ehatteshat noch „Ai-tiz-zarts“, 1857 nannte man sie „Aitzarts“.
Sie zählen zu den Stämmen der Nuu-chah-nulth, die zu Maquinnas aufwändigen Potlatches nach Yuquot und Tahsis eingeladen wurden. Maquinna, der diesen Stamm wohl als tributabhängig betrachtete, besuchte 1804 dessen Häuptling „Upquesta“, wobei Jewitt feststellte, dass dieser Häuptling über 300 Krieger verfügte. Die Ehatteshat waren in seinen Augen ein sehr schönes Volk. Die Besucher wurden mit Musketenschüssen begrüßt. Eine Art Zeremonienmeister führte die Besucher zum Haus des Häuptlings. Wenige Monate später besuchten 100 Krieger wiederum Maquinna und zelebrierten eine große Feier. Maquinnas Gefangener und Sklave John R. Jewitt heiratete 1804 eine Tochter des Ehatteshaht-Häuptlings, die 17-jährige Eu-stoch-ee-exqua. Sie gebar bald ein Kind.
1881 zählten die Ehattesaht nur noch 145 Mitglieder und 1891 war ihre Zahl sogar auf 115 geschrumpft. Sie verteilten sich 1881 auf sechs Familien. Die Zählung von 1881 führte Harry Guillod, der für die West Coast Indian Agency zuständige Mann durch. Guillod identifizierte sechs große „Haushalte“. Gleichzeitig versuchte er, entsprechend den angelsächsischen Ausspracheregeln, den Klang der Namen wiederzugeben. Er benutzte sogar ein Nuu-chah-nulth-Wort für Kind (tenass).
Das größte zusammenhängende Gebiet befindet sich im Reservat Tatchu 13A (63,1 ha), die meisten Ehattesaht leben jedoch in Chenahkint 12. Im Dezember 2007 lebten von den 315 registrierten Ehatteshaht nur noch 82 im eigenen Reservat, 28 in anderen Reservaten, die meisten aber außerhalb (205). Im Mai 2009 hatte sich ihre Zahl auf 328 erhöht, von denen 85 im Reservat lebten.
Im April 2010 lebten im Reservat 91 Menschen, weitere 38 in anderen Reservaten und 229 außerhalb der Reservate, insgesamt gab es 358 anerkannte Stammesangehörige. Im Mai 2009 waren es 339. Ihr gewählter Häuptling (engl. Chief) ist Fredrick Adams, ihn beraten drei Councillors (Ratsmitglieder).
Ihr Hauptdorf hieß zunächst Ahateset (um 1930), Ehatisaht Village (1946), dann Ehatisaht (seit 1953). Die zehn Reservate wurden ihnen 1889 von Commissioner O’Reilly zugewiesen.
Einige Häuser haben heute Zugang zu fließendem Wasser aus einem Stausee in Queens Cove. Tanks dienen der Abwasserentsorgung. Feuerwehr, Polizei und Post befinden sich in Zeballos, Port McNeil und Tahsis. Die einzige öffentliche Einrichtung innerhalb der Reservate ist eine Gemeindehalle.
Im November 2009 klagten sie zusammen mit Ahousaht, Mowachaht/Muchalaht, Hesquiaht und Tla-o-qui-aht auf Zulassung zum kommerziellen Fischfang (Ahousaht Indian Band And Nation v. Canada Attorney General, 2009 BCSC 1494).
Seit 2012 gibt es für die Sprache der Ehatteshaht eine App für das iPhone.